# Eduardo Falú
Eduardo Yamil Falú (ur. 7 lipca 1923 w Salta, zm. 9 sierpnia 2013 w Córdobie) – argentyński gitarzysta i kompozytor.